# Jeroen Annokkée
 (janvier 2019).
Si vous disposez d'ouvrages ou d'articles de référence ou si vous connaissez des sites web de qualité traitant du thème abordé ici, merci de compléter l'article en donnant les références utiles à sa vérifiabilité et en les liant à la section « Notes et références ».
Jeroen Annokkée, né en 1973 aux Pays-Bas, est un réalisateur et scénariste néerlandais.

## Filmographie
- 2003 : Roadkill[2]
- 2010 : Sugar[3]
- 2014 : Eddy & Coby[4]